# Deming (Nou Mèxic)
Deming és una població dels Estats Units i seu del comtat de Luna a l'estat de Nou Mèxic. Segons el cens del 2000 tenia 14.116 habitants.

## Demografia
Segons el cens del 2000, Deming tenia 14.116 habitants, 5.267 habitatges, i 3.628 famílies. La densitat de població era de 583,5 habitants per km².
Dels 5.267 habitatges en un 34,9% hi vivien nens de menys de 18 anys, en un 49% hi vivien parelles casades, en un 15,5% dones solteres, i en un 31,1% no eren unitats familiars. En el 27,8% dels habitatges hi vivien persones soles el 15,7% de les quals corresponia a persones de 65 anys o més que vivien soles. El nombre mitjà de persones vivint en cada habitatge era de 2,63 i el nombre mitjà de persones que vivien en cada família era de 3,23.
Per edats la població es repartia de la següent manera: un 30,9% tenia menys de 18 anys, un 8,2% entre 18 i 24, un 23,1% entre 25 i 44, un 19,3% de 45 a 60 i un 18,6% 65 anys o més.
L'edat mediana era de 35 anys. Per cada 100 dones de 18 o més anys hi havia 85,9 homes.
La renda mediana per habitatge era de 20.081$ i la renda mediana per família de 23.030$. Els homes tenien una renda mediana de 25.379$ mentre que les dones 16.462$. La renda per capita de la població era de 10.943$. Aproximadament el 28,5% de les famílies i el 32,9% de la població estaven per davall del llindar de pobresa.

## Poblacions més properes
El següent diagrama mostra les poblacions més properes.